# 白山市立鶴来中学校
白山市立鶴来中学校（はくさんしりつ つるぎちゅうがっこう）は、石川県白山市にある公立中学校。

## 沿革
- 1950年（昭和25年）4月1日 - 鶴来町立鶴来中学校・蔵山村立蔵山中学校・林村立林中学校を合併して鶴来町外2か村中学校組合立鶴来中学校を創立、同日開校式挙行
- 1950年（昭和25年）10月12日 - 校舎新築落成式を挙行、本日を創立記念日とする
- 1950年（昭和25年）10月23日 - 校歌制定
- 1954年（昭和29年）11月1日 - 町村合併により鶴来町立鶴来中学校と改称
- 1957年（昭和32年）4月1日 - 鶴来町立一宮中学校と統合
- 1966年（昭和41年）4月1日 - 鶴来町立舘畑中学校と統合
- 1974年（昭和49年）7月20日 - 武道館完成
- 1979年（昭和54年）3月29日 - A棟新校舎完成
- 1979年（昭和54年）12月15日 - B・C棟新校舎完成
- 1982年（昭和57年）4月5日 - プレハブ校舎6教室完成
- 1984年（昭和59年）4月1日 - 北辰中学校分離
- 1984年（昭和59年）4月27日 - プレハブ校舎撤去
- 1995年（平成7年） 3月 - 新体育館完成
- 1995年（平成7年）10月20日 - プール・テニスコート完成
- 2004年（平成16年）12月15日 - 地震補強・大規模改造工事完了
- 2005年（平成17年）2月1日 - 市町村合併により白山市立鶴来中学校と改称
- 2016年（平成28年）1月15日 - エレベータ設置
- 2020年（令和2年）6月1日 - 大規模改造工事開始

## 通学区域
八幡町、三宮町、白山町、中島町、鶴来今町、鶴来新町、鶴来本町一～四丁目、鶴来朝日町、鶴来清沢町、鶴来上東町、鶴来下東町、鶴来日詰町、鶴来知守町、鶴来古町、鶴来水戸町、鶴来大国町、鶴来水戸町二～四丁目、鶴来日吉町、月橋町、小柳町、日御子町、明島町、森島町、井口町（ただし、東森島町区域のみ。）、明法島町（ただし、新森島台町区域のみ。）

## 進学前小学校
- 明光小学校（一部は北辰中学校に進学）
- 朝日小学校

## 交通
- 北陸鉄道石川線 鶴来駅から北に徒歩約3分（300メートル）

## 出身著名人
- 上野政英 - 陸上競技選手
- 山本あき - 演歌歌手